# Манастир Ђунис
Манастир Ђунис са црквом Покрова Пресвете Богородице је женски манастир Српске православне цркве у Епархији нишкој. Манастир се налази на подручју града Крушевца, у истоименом селу Ђунису, у долини Јужне Мораве.

## Историјат
Према предању, далеке 1898. године ово свето место је открила Богородица тринаестогодишњој девојчици Милојки Јоцић из Ђуниса, благословивши извор из кога је потекла вода, и за који је прорекла да ће исцељивати болесне, а да би указала на тачно место за изградњу цркве, бацила је крчаг воде на камен, који се по сведочењу старијих сестара из манастира, временом увећавао и од тада је веома посећен. Камен се сада налази у малој цркви, првобитно цркви брвнари, подигнутој 1934. по благослову Светог владике Николаја.
Године 1960. одлуком Светог архијерејског сабора Српске православне цркве одлучено је да се Црква Покрова Пресвете Богородице прогласи манастиром. Године 1977. постављен је камен темељац за велику цркву, која је освећена септембра 2001. године, руком блаженопочившег патријарха српског Павла. У њеном осликавању учествовали су грчки сликар Адонис, проф. Драгомир Јашовић и други. Иконостас је радила иконописачка школа манастира Жиче.

## Манастирска слава
Сваког 14. октобра, о Покрову Пресвете Богородице у манастиру се окупља по неколико хиљада верника како би присуствовали целодневном бдењу и јутарњој литургији.

## Галерија
- Манастирска црква
- Улаз у манастир
- Црква са улаза
- Црква у којој се пале свеће
- Црква ноћу
- црквица у којој се налази света вода